# Sameba (Ninotsminda)
Sameba (en georgiano: სამება; en armenio: Սամեբա) es una puebla de Georgia ubicada en el este de la región de Mesjetia-Yavajetia, siendo parte del municipio de Ninotsminda.  

## Toponimia
Desde su fundación hasta 1935 se llamó Troitskoe (en georgiano: ტროიცოვკა; en ruso: Троицкое), cambiando su nombre a Kalínino (en ruso: Калинино) hasta 1991.

## Geografía
La aldea se administra desde el pueblo de Gorelovka.

## Historia
El pueblo fue construido en la década de 1840 por dujobores que emigraron del pueblo de Tróitske en la gobernación de Táurida.
En 1935, el pueblo pasó a llamarse Kalínino y durante la época soviética, albergaba una avanzada granja colectiva especializada en la producción de queso. En 1991, el nombre histórico fue devuelto al pueblo, pero en georgiano, Sameba.

## Demografía
La evolución demográfica de Sameba entre 2002 y 2014 fue la siguiente:
| 82                                              | 66 |
| (Fuente: Population of Georgia in Soviet times) |    |

Según los datos del censo de 2014, los armenios son el 51,5 % de la población local; los georgianos, el 39,4% y los rusos, el 9,1%.